# 김평진
김평진(한국 한자: 金平鎭, 1990년 8월 11일 ~ )은 대한민국의 축구 선수이며 포지션은 미드필더이다.